# سعيد السمان
سعيد بن محمد بن أحمد السمان الشافعي الدمشقي واشتهر سعيد السمان ومحمد بن أحمد السمان ومحمد سعيد (مواليد 1706 (1118 هـ) في دمشق – توفي 1759 (1172 هـ) في دمشق) هو كاتب مترسل وشاعر دمشقي راحل.

## تعليمه
قرأ القرآن على الشيخ ذيب بن المعلى وحفِظه. وطلب العلم على الشيوخ، فقرأ على الشيخ أحمد المنيني في النحو وغيره، وعلى الشيخ إسماعيل العجلوني والشيخ محمد بن إبراهيم التدمري الطرابلسي والشيخ محمد بن عبد الرحمن الغزي، وأجازه الاستاذ الشيخ عبد الغني نظماً والشيخ أحمد الغزي الدمشقي والشيخ محمد عقيلة المكي، وقرأ على الشيخ محمد بن أحمد بن قولاقسز ابن عقيل في النحو والجامي والعصام وقرأ أيضاً على الشيخ علي كزبر والشيخ علي الداغستاني، وتخرج في الأدب على يد الشيخ سعدي بن عبد القادر العمري الدمشقي.

## حياته الأدبية
تفوق السمّان في الأدب واشتهر به. وسافر في عمله إلى الروم وحلب ومصر وطرابلس الشام وبعلبك، وألف قاصئد في في مدح الأعيان والرؤساء والوزراء في دمشق وغيرها. وكان منتميًا في دمشق إلى الرئيس فتح الله بن محمد الدفتري الغلاقنسي، والذي جعله إمامًا وخطيبًا بمدرسة أنشأها عام 1156 هـ في محلة القيمرية، كما ذكره الرئيس في كتاب ألفه وسماه «الروض النافح» وامتدح فيه أدباء دمشق.
أراد تأليف كتاب يترجم به شعراء عصره ويجمع به آثارهم، وسافر بين البلاد لذلك الغرض حتى وافته المنية قبل إتمامه، وفي مكتبة برلين قطعة فيها تراجم 69 شاعرًا من معاصريه يعتقد أنها من مسودات هذا الكتاب.
ألّف رسائل أدبية وديوان شعر سماه منائح الأفكار في مدائح الأخيار، وديوانه الروض النافح فيما ورد على الفتح الفلاقنسي من المدائح موجود في برلين.

## مؤلفاته
- منائح الأفكار في مدائح الأخيار[5]
- نظم المغني في النحو[5]
- حاشية على الكامل للمبرد[5]
- رسائل أدبية[5]
- ذيل نفحة الريحانة[5]
- الروض النافح فيما ورد على الفتح من المدائح[5]